# Filippo Calderaro
Filippo Calderaro (Camposampiero, 9 mei 1996) is een Italiaans wielrenner.

## Carrière
In 2015 werd Calderaro tiende in de door Riccardo Minali gewonnen Circuito del Porto. Twee jaar later behaalde hij zijn eerste UCI-overwinning: in de Popolarissima bleef hij Damiano Cima en Leonardo Bonifazio voor in de massasprint.

## Overwinningen
2017
Popolarissima